# Sumbon
Sumbon is een bestuurslaag in het regentschap Indramayu van de provincie West-Java, Indonesië. Sumbon telt 6206 inwoners (volkstelling 2010).